# Nœud papillon
Ne doit pas être confondu avec Nœud de papillon alpin.
 (novembre 2018).
Si vous disposez d'ouvrages ou d'articles de référence ou si vous connaissez des sites web de qualité traitant du thème abordé ici, merci de compléter l'article en donnant les références utiles à sa vérifiabilité et en les liant à la section « Notes et références ».

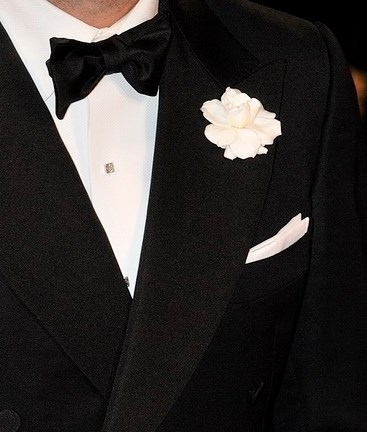
Nœud papillon et smoking. Un classique.

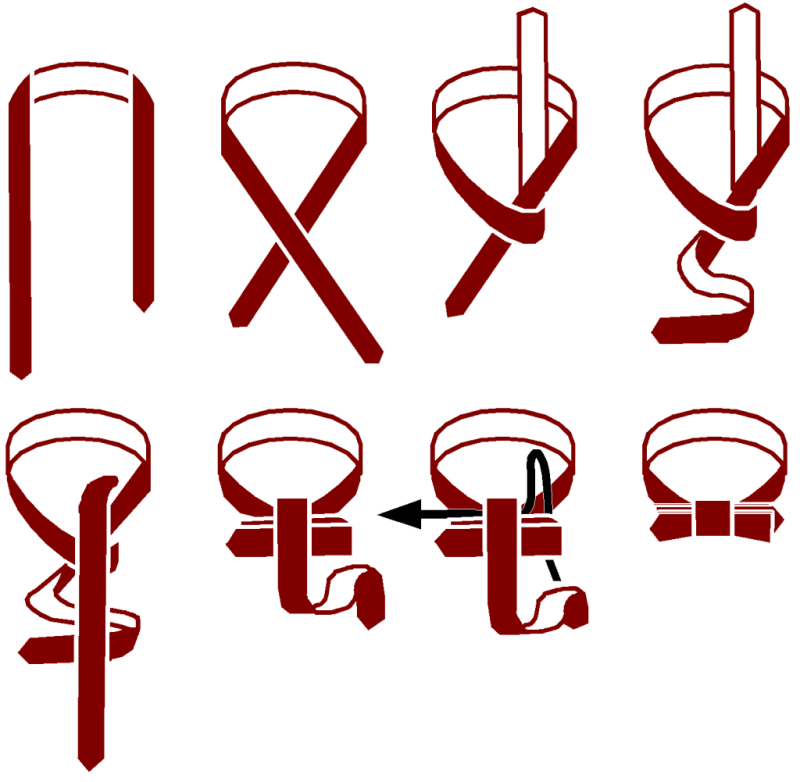
Une manière de nouer un nœud papillon.

Le nœud papillon, également nommé familièrement « nœud pap », est une sorte de cravate, dont la forme une fois nouée rappelle celle d’un papillon.
Derrière le terme de « nœud papillon » se cachent en réalité :
- deux formes distinctes : avec des bouts plats, il s'agit du « battoir » ; tandis qu'avec bouts pointus, il s'agit du « papillon » à proprement parler ;
- trois principales variantes d'attache : les nœuds à nouer soi-même (qui peuvent être ajustables ou à taille de cou fixe comme les chemises), les nœuds pré-noués ou montés — les plus répandus dans le commerce car les plus faciles à utiliser ou à clipper.

## Une apparition mal connue

Jean d'Alembert portant une sorte de nœud papillon en 1753.

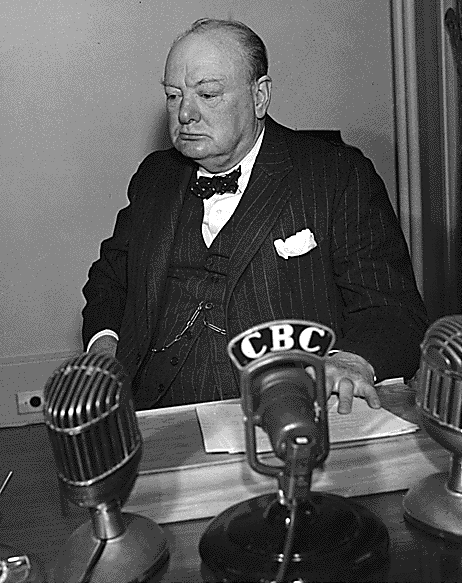
Winston Churchill avec un nœud papillon.

Il est très difficile de reconstituer avec certitude l'histoire du nœud papillon, et en particulier de dater la séparation de la cravate, c'est-à-dire l'époque où le nœud papillon n'est plus considéré comme une simple forme de nœud de cravate, mais acquiert une forme qui lui est propre.
Certains historiens affirment que le nœud papillon serait à l'origine un nœud de cravate très complexe imaginé par Beau Brummel, célèbre dandy anglais de la 1re moitié du XIXe siècle.
D'autres[Qui ?] croient comprendre que le nœud papillon serait une variante plus moderne du jabot.
Enfin d'autres encore, moins nombreux, affirment au contraire que le nœud papillon existait avant la cravate, et serait une déclinaison des foulards colorés portés par les cavaliers croates lors de la guerre de Trente Ans (théorie controversée puisque justement, c'est du mot « croate » que vient le mot cravate).
La théorie de l'invention américaine est également intéressante : en 1886, l'homme d'affaires américain James Brown Potter serait rentré d'un séjour chez le Prince de Galles Édouard VII avec une veste d'une coupe originale pour passer au fumoir, que le Prince s'était fait tailler chez Henry Poole à Londres. De retour aux États-Unis, Potter aurait participé au bal du très chic Tuxedo Park Country Club près de New-York en portant cette veste. Un ami de James Potter, Pierre Lorillard IV, aurait pris la liberté de retoucher un peu cette veste et de fabriquer pour son ami une cravate courte : le smoking (tuxedo aux États-Unis, d'après le nom de ce club) et le nœud papillon seraient ainsi né.
Mais c'est la date de 1904 et la représentation de Madame Butterfly de Puccini qui semble faire consensus chez les historiens pour parler de « nœud papillon », même si là encore il est difficile de trancher : pour les uns, le chanteur de cet opéra portait au nœud court aux boucles amples qui aurait fait sensation; pour d'autres, les hommes se rendaient à l'opéra en habit avec une petite cravate noire, et le succès de cet opéra aurait conduit les gens à rebaptiser cette petite cravate.

## Les us et coutumes

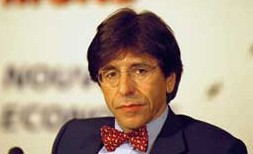
L'homme politique belge Elio Di Rupo.

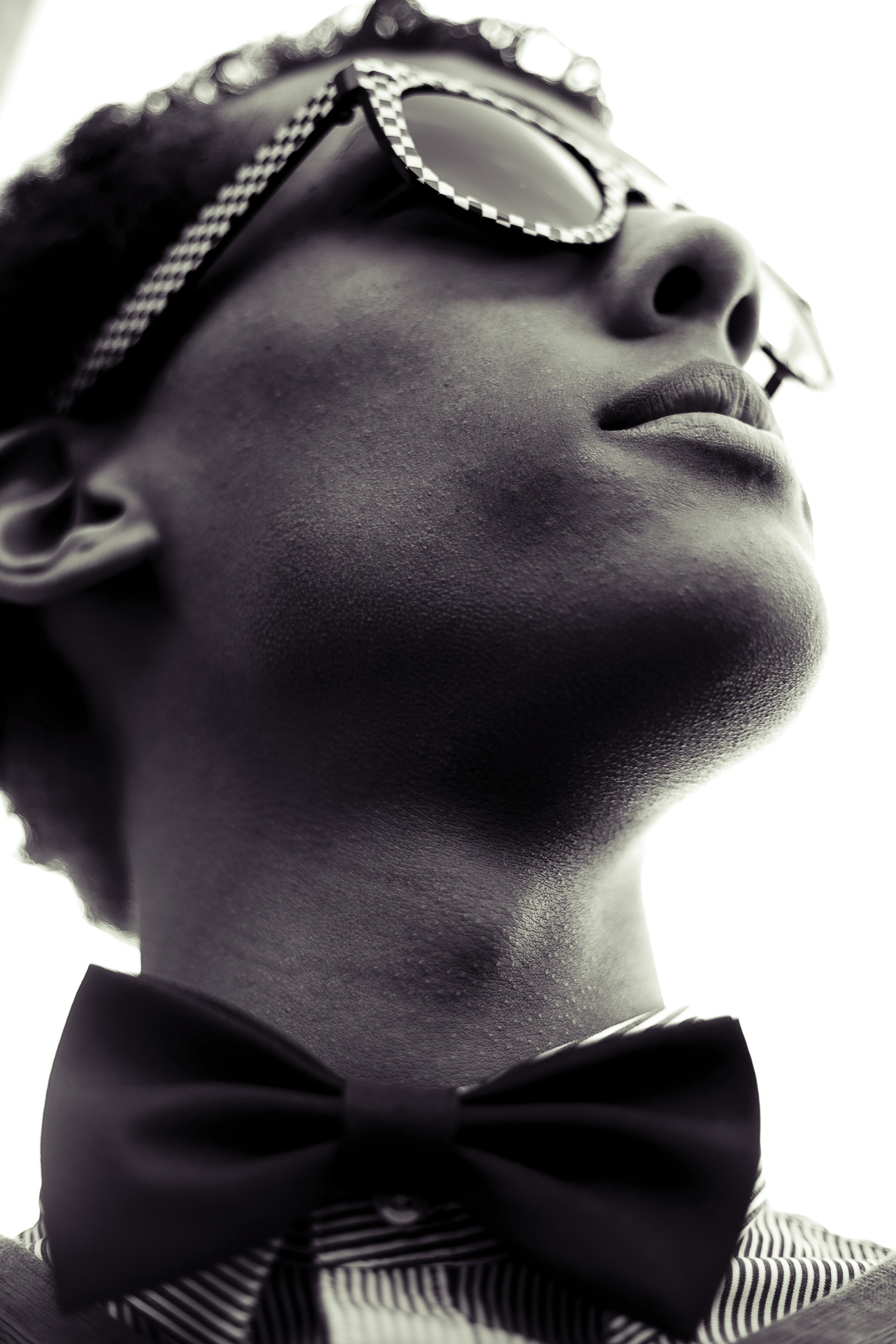
Le chanteur belge Stromae.

Au cours du XXe siècle, le nœud papillon ne connaît pas une expansion aussi rapide que celle de la cravate. Mis à part quelques irréductibles - généralement intellectuels ou politiciens tel Winston Churchill et Elio Di Rupo - rares sont ceux qui privilégient le nœud papillon à la cravate. 
Probablement en cause, le fait que le nœud papillon soit rapidement associé à des tenues de soirées (de couleur blanche avec le « frac » ou l'habit; noir avec le smoking), ou plébiscité par certaines professions du fait de contraintes spécifiques - professionnels de la restauration, médecins ou architectes apprécient respectivement le fait qu'il ne trempe pas dans les assiettes servies, ne pende pas sur un patient contagieux ou ne traine sur une table à dessin.
De fait, le nœud papillon devint parfois aussi considéré par certains en tant que symbole d'un type d'élégance coincée, endimanchée; et par là même un véritable accessoire comique que l'on retrouve chez les clowns, les acteurs burlesques du cinéma muet tels que Stan Laurel, puis chez des personnages comiques comme Pee Wee Herman ou Steve Urkel.
Depuis 1946 et le premier festival de Cannes, pour pouvoir monter les marches lors des grandes cérémonies, les acteurs doivent porter un smoking avec un nœud papillon qui peut être exceptionnellement remplacé par une cravate. En cas de non respect de cette règle, la personne est refoulée,.
C'est au milieu des années 2000, avec le travail de créateurs comme Alber Elbaz pour Lanvin ou Alexis Mabille, que le nœud papillon redevient un accessoire de mode populaire et porté de manière moins formelle.

## Le noeud papillon aujourd'hui
Le noeud papillon est aujourd'hui réservé aux occasions formelles. Il est exigé dans le cadre d'événements black tie, mais peut aussi être porté de manière moins stricte avec un costume. 
La communauté sartoriale adopte notamment le noeud papillon dans le cadre du smoking, mais avec certaines règles, concernant notamment la largeur du noeud. 

## Personnalités connues pour leur nœud papillon
- Winston Churchill
- Elio Di Rupo
- Stromae
- Stan Laurel
- Groucho Marx
- Jordan De Luxe
- Les Chippendales

## Personnages de fiction connus pour leur nœud papillon
Films, séries
- James Bond
- Pee Wee Herman

- Blaine Anderson (Glee)
- Chuck Bass (Gossip Girl)

- Passe-Montagne (Passe-Partout_(émission_de_télévision))
- Le Onzième_Docteur (Doctor Who)
- Donald Mallard (NCIS : Enquêtes spéciales)
- Waylon Smithers (Les Simpson)

Bandes dessinées, romans
- Philip Mortimer
- Donald Duck
- Fantasio
- Jimmy Olsen (Superman)
- Hercule Poirot
- Gil Jourdan

Dessins animés
- Bill Crypto